# Засемпець
Засемпець (пол. Zasępiec) — село в Польщі, у гміні Вольбром Олькуського повіту Малопольського воєводства.
Населення — 285 осіб (2011).
У 1975-1998 роках село належало до Катовицького воєводства.

## Демографія
Демографічна структура станом на 31 березня 2011 року:
|          | Загалом | Допрацездатний вік | Працездатний вік | Постпрацездатний вік |
| -------- | ------- | ------------------ | ---------------- | -------------------- |
| Чоловіки | 138     | 38                 | 85               | 15                   |
| Жінки    | 147     | 38                 | 75               | 34                   |
| Разом    | 285     | 76                 | 160              | 49                   |